# Villers-Buzon
Villers-Buzon là một xã của tỉnh Doubs, thuộc vùng Bourgogne-Franche-Comté, miền đông nước Pháp.

## Dân số
| 1962                                 | 1968 | 1975 | 1982 | 1990 | 1999 |
| ------------------------------------ | ---- | ---- | ---- | ---- | ---- |
| 75                                   | 77   | 109  | 169  | 240  | 236  |
| Từ năm 1962: Dân số không tính trùng |      |      |      |      |      |